# Auster AOP.9
El Auster AOP.9 fue un avión militar británico de observación aérea ("puesto de observación aérea", AOP) producido por Auster Aircraft Limited para reemplazar al Auster AOP.6, en la década de 1950.

## Diseño y desarrollo
El Auster AOP.9 fue diseñado como sucesor del Auster AOP.6. Al igual que su predecesor, era un monoplano monomotor de ala alta arriostrada con un tren de aterrizaje fijo de rueda de cola. Aunque tenía la misma apariencia general, el AOP.9 tenía un diseño nuevo, con mayor superficie alar y un motor más potente. El ala y la cola estaban revestidas de metal, pero el fuselaje y los alerones estaban recubiertos de tela. El conjunto de empenaje y timón era más angular en el nuevo avión, con un notable filete dorsal. Una combinación del más potente motor Blackburn Cirrus Bombardier de 134 kW (180 hp), alas y flaps más grandes le proporcionaron un mejor rendimiento de despegue y aterrizaje en comparación con el AOP.6. Podía operar desde campos arados y superficies embarradas utilizando neumáticos de baja presión y un tren de aterrizaje reforzado.
La cabina tenía tres asientos, el piloto y el pasajero uno al lado del otro y el observador detrás, mirando hacia adelante o hacia atrás. El avión también fue diseñado para ser convertible en un transporte ligero de dos asientos con el piso trasero intercambiable. En esta configuración, el observador se sentaba junto al piloto.
El prototipo, WZ662, voló por primera vez el 19 de marzo de 1954. Auster Aircraft asignó su designación de modelo B5 al diseño AOP.9.

## Historia operacional

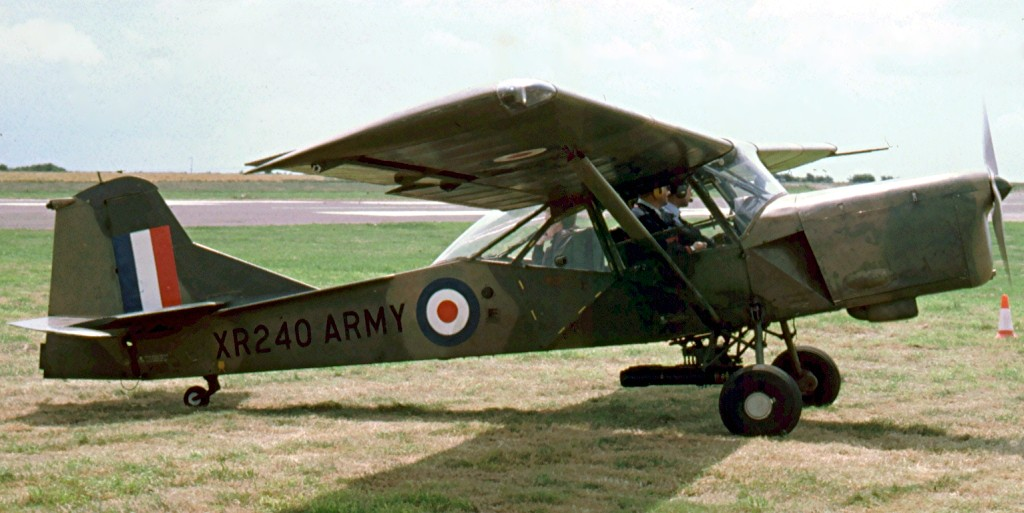
Anteriormente XR240, este avión volaba como G-BDFH en 2008.

Las entregas a la Real Fuerza Aérea comenzaron en febrero de 1955, reemplazando a los AOP.6 en los escuadrones AOP regulares, disolviéndose los escuadrones auxiliares en marzo de 1957, antes de recibir los AOP.9. Hasta la formación del Cuerpo Aéreo del Ejército (AAC) en septiembre de 1957, el personal del Ejército voló aviones de la RAF basados en escuadrones de la RAF.
El avión entró en acción con el No. 656 Squadron desde septiembre de 1955, realizando un promedio de 1200 salidas por mes. Al final de la Operación Firedog en Malaya el 31 de julio de 1960, los AOP.6 y AOP.9 del 656 Squadron habían llevado a cabo 143 000 salidas.
Los AOP.9 estuvieron involucrados en varios de los conflictos del otro extremo del Imperio de Gran Bretaña; el 653 Squadron del AAC los utilizó en Adén a principios de la década de 1960, volando desde Falaise, Little Aden. Permanecieron en servicio hasta 1966 y fueron el último avión AOP de ala fija utilizado por el AAC, aunque su función de transporte ligero fue asumida por aviones Beaver.
La Fuerza Aérea Sudafricana operó sus AOP.9 de 1957 a 1967.
El Army Historic Aircraft Flight mantiene un AOP.9 en condiciones de vuelo en Middle Wallop.
En la década de 1970, 19 AOP.9 se unieron al registro civil del Reino Unido, y en 2008 permanecían en él 14 ejemplares, aunque sólo unos tres de ellos tenían un certificado de aeronavegabilidad vigente. El único Beagle E3/Auster AOP.11, G-ASCC, estuvo volando hasta sufrir un accidente en 2007.

## Variantes

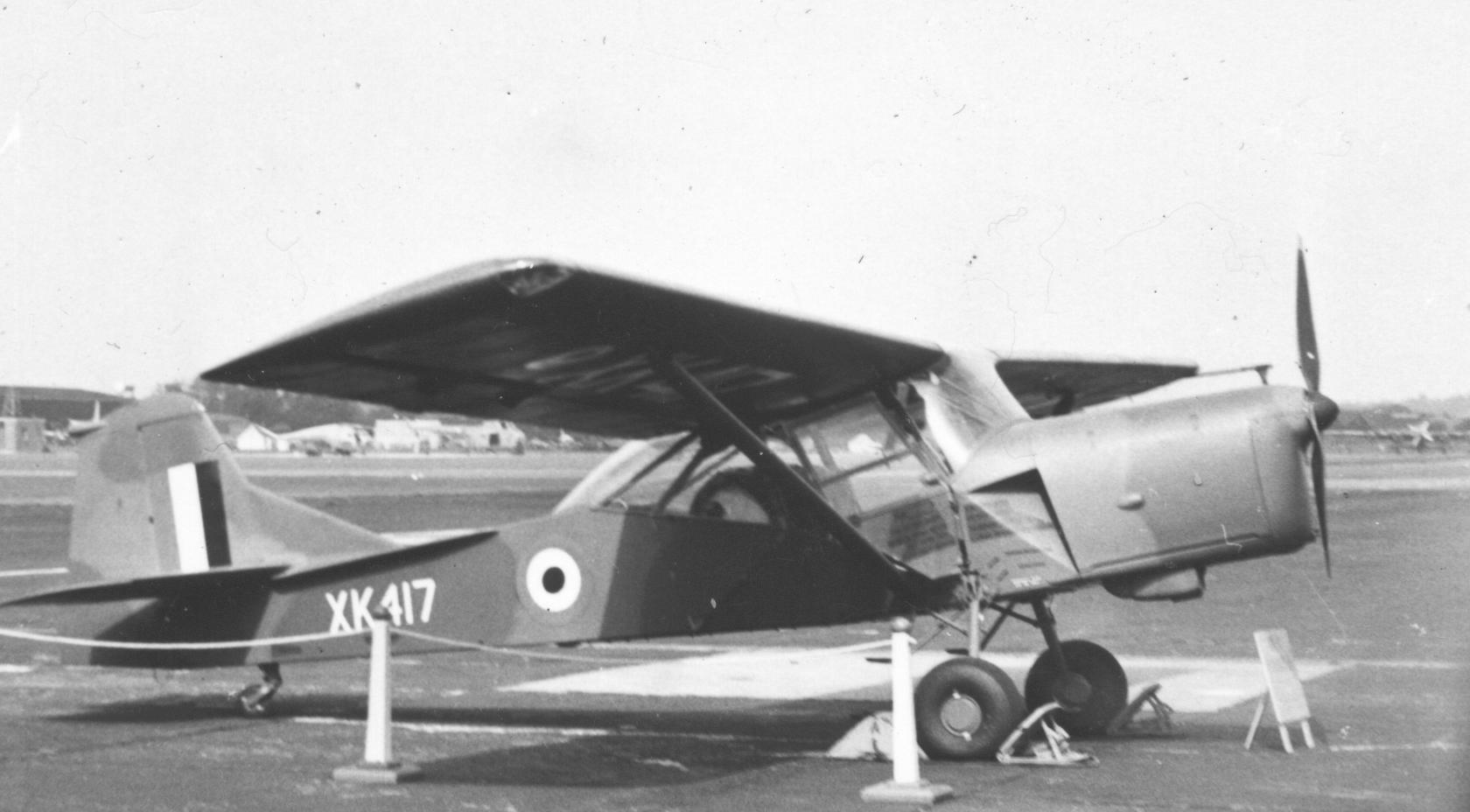
AOP.9 XK417 en el Salón Aeronáutico de Farnborough en 1956; este avión sirvió en el No. 652 Squadron de la RAF.

AOP.9 (B5)
Única versión de producción, 182 construidos.
AOP.11
Máquinas AOP de tres asientos con un motor bóxer más potente Continental IO-470-D de 6 cilindros de 260 hp, que aumentaba la velocidad máxima a 228 km/h y el peso en vacío a 816 kg. Aparte del motor, el AOP.11 era casi idéntico a su predecesor. Al principio de su carrera, el tren de aterrizaje tenía carenados, aunque luego se retiraron. Sólo se produjo uno, un AOP.9 convertido, que realizó su primer vuelo el 18 de agosto de 1961 con la matrícula XP254. Un año más tarde fue registrado en Beagle Aircraft, que se había hecho cargo de Auster en 1960, como G-ASCC, donde fue conocido como Beagle Mk 11, E.3 o A.115. Fue vendido a un particular en 1971.
9M
El capitán Mike Somerton-Rayner compró varios aviones excedentes del Ejército en 1967. Uno se convirtió en un Auster 9M con un motor de pistón Avco Lycoming O-360-A1D de 134 kW (180 hp). El 9M voló por primera vez el 4 de enero de 1968, y obtuvo un Certificado de Aeronavegabilidad el 30 de abril de 1968. El avión todavía estaba en estado de vuelo en 2009.

## Operadores

### Militares
Hong Kong

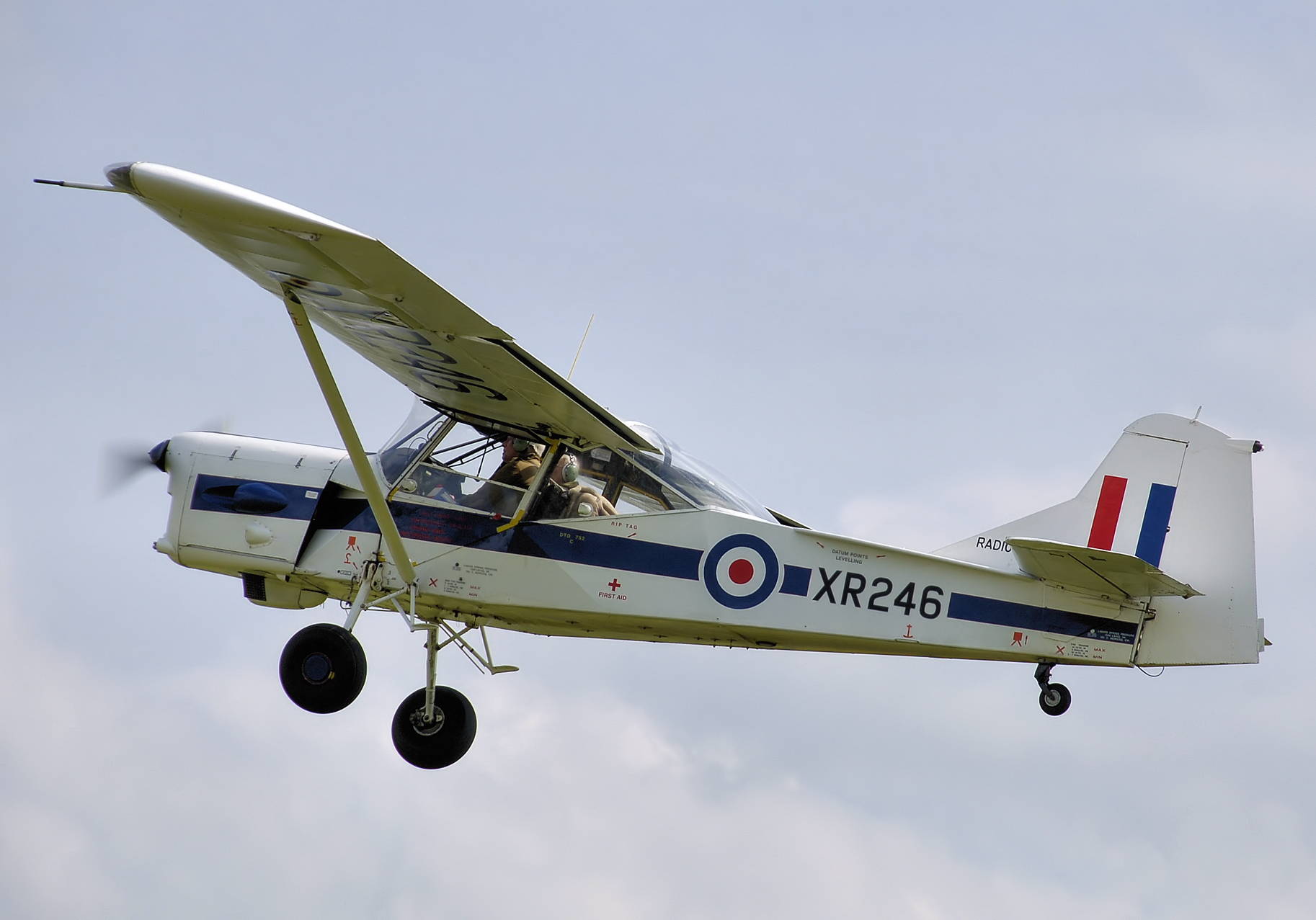
El AOP.9 G-AZBU, de propiedad privada y construido en 1961, despega en 2009.

- Fuerza Aérea Auxiliar Real de Hong Kong: alrededor de 4 aviones ex AAC británicos.
- Varios destacamentos AOP del ACC e independientes estacionados en Hong Kong en las décadas de 1950 y 1960.

 India
- Fuerza Aérea India
- Ejército Indio

 Reino Unido
- Cuerpo Aéreo del Ejército[5]
- Real Fuerza Aérea[18]

 Sudáfrica
- Fuerza Aérea Sudafricana: dos aviones.

## Especificaciones (AOP.9)
Referencia datos: JAWA1956

### Características generales
- Tripulación: Dos (piloto y observador)
- Capacidad: Un pasajero
- Longitud: 7,2 m (23,7 ft)
- Envergadura: 11,1 m (36,4 ft)
- Altura: 2,7 m (8,9 ft)
- Superficie alar: 18,4 m² (197,6 ft²)
- Perfil alar: NACA 23012
- Peso vacío: 662 kg (1459 lb)
- Peso cargado: 953 kg (2100,4 lb)
- Peso máximo al despegue: 980 kg (2159,9 lb)
- Planta motriz: 1× motor lineal invertido de 4 cilindros refrigerado por aire Blackburn Cirrus Bombardier 203.
  - Potencia: 129 kW (178 HP; 175 CV)
- Hélices: Bipala
- Capacidad de combustible: 73 L (normal)

### Rendimiento
- Velocidad máxima operativa (Vno): 204 km/h (127 MPH; 110 kt)
- Velocidad crucero (Vc): 180 km/h (112 MPH; 97 kt)
- Alcance: 389 km (210 nmi; 242 mi)
- Techo de vuelo: 5600 m (18 373 ft) (techo absoluto)
- Régimen de ascenso: 4,7 m/s (925 ft/min)
- Carrera de despegue hasta 15 m (50 pies): 190 m
- Distancia de aterrizaje desde 15 m (50 pies): 140 m

## Aeronaves relacionadas

### Secuencias de designación
- Secuencia Alfanumérica (interna de Auster): ← Avis - T7 - B4 - B5/AOP9 - B8 Agricola - Antarctic - Atlantic - D4 - D5 - D6 - AOP.11